# Michał Tomaszek
Michał Tomaszek (23 septembre 1960 - 9 août 1991) est un prêtre catholique et missionnaire polonais, de l'Ordre des frères mineurs conventuels. Ayant été tué en « haine de la foi » (in odium fidei) au Pérou, il est vénéré comme martyr et bienheureux par l'Église catholique.

## Biographie

### Jeunesse et vocation
Michał (Michel en français) Tomaszek est né le 23 septembre 1960 à Łękawica (Silésie) près de Żywiec et baptisé une semaine plus tard à la paroisse Saint-Michel. Il reçoit une éducation chrétienne approfondie. Son père meurt en 1969.
Après avoir terminé sa scolarité élémentaire, il entre à l'âge de 15 ans au séminaire des pères franciscains conventuels de Legnica. Il passe brillamment son examen de maturité (équivalent du baccalauréat), puis entre au noviciat de Smardzewice. Il reçoit l'habit le 4 octobre 1980. Après avoir étudié la théologie à Cracovie, il fait sa profession religieuse en 1987. Il est ordonné prêtre le 23 mai 1987. Par la suite, le frère Michal est envoyé exercer son ministère dans une paroisse de Pieńsk. 

### Mission au Pérou
Le 24 juillet 1989, il accepte de partir dans la nouvelle mission du Pérou confiée aux franciscains conventuels de la Province de Cracovie dont le centre se trouve dans la petite ville de Pariacoto, en pleine montagne, dans le diocèse de Chimbote. Les jeunes Pères Jarosław Wysoczański et Zbigniew Strzałkowski l'ont précédé en décembre 1988. Il assume soigneusement son devoir d'état, menant avec dynamisme son activité pastorale. Il se distingue par sa piété simple envers la Vierge Marie et touche les enfants et la jeunesse par ses dons musicaux, en particulier la guitare et la flûte andine, ou bien une flûte faite de canne à sucre. Malgré les menaces terroristes, il continue sa mission auprès de cette population pauvre, organisant l'école des catéchistes, visitant les habitants des villages dispersés, les Pères étant aidés par des religieuses sud-américaines des Servantes du Sacré-Cœur. Le tout s'effectue selon l'esprit de l'« option préférentielle pour les plus pauvres », tel qu'il fut défini aux conférences de Medellín (1968) et de Puebla (1979). Tous les jours, la messe est célébrée à 8 heures du matin.

### Assassinat
Le 9 août 1991, accompagné du Père Zbigniew Strzałkowski, il est enlevé et assassiné d'un coup de fusil dans le cou par des membres du groupe Sentier lumineux. Trois jours plus tard, il est enterré avec son confrère à l'intérieur de l'église paroissiale de Pariacoto. Un petit oratoire de campagne a été érigé sur le lieu du crime près de la rivière à Pueblo Viejo, près du cimetière. Le prêtre italien Alessandro Dordi subit le même sort le 25 août suivant.
D'un caractère contemplatif, le bienheureux Michał Tomaszek écrivit à un ami quelques semaines avant sa mort : « Nous ne sommes pas ici pour comprendre le monde, mais pour comprendre quelle est la volonté  de Dieu pour nous. Il est question d'être là où nous sommes supposés être. »

## Postérité
La chaîne de télévision polonaise Telewizja Polska a réalisé un documentaire en 2015 sur la vie de ces deux jeunes franciscains morts à 30 et 33 ans.
Le pape François a évoqué les deux franciscains dans une prière pour la paix en se rendant à l'église Saint-François de Cracovie où sont vénérées leurs reliques, le samedi 30 juillet 2016 dans le cadre des journées mondiales de la jeunesse de Cracovie, après que des attentats revendiqués par l'organisation État islamique ont eu lieu au Moyen-Orient, en Allemagne et en France en juillet 2016.

## Béatification et canonisation
- 1996 : ouverture du procès en béatification
- 3 février 2015 : le pape François a reconnu le frère Michal comme martyr de la foi et a signé le décret de sa béatification.
- 5 décembre 2015 : la cérémonie de béatification de Michał Tomaszek, Zbigniew Strzałkowski et Alessandro Dordi est célébrée au Stade Manuel Rivera Sanchez[10] de Chimbote (Pérou) par le cardinal Angelo Amato, au nom du pape François[11] devant trente-mille personnes et en présence du président Ollanta Humala et des ambassadeurs de Pologne et d'Italie.